# ヴァージン・VR-01
ヴァージン・VR-01 は、ヴァージン・レーシングが2010年のF1世界選手権参戦用に開発したフォーミュラ1カー。

## 概要
2010年2月3日に発表。発表会はインターネット上での動画配信のみで行うというこれまでにないスタイルを取った。同チームでは一般的なF1マシンの開発と異なり、マシン設計に際し風洞実験を一切行わず、数値流体力学（CFD）によるシミュレーションのみでマシンを設計することで、開発予算を大幅に低減できたとしている。エンジンはコスワース・CA2010を搭載する。
なおチームでは、レースで走らせる2台のマシンに対しそれぞれ名前を募集している。ネーミングの選考にはティモ・グロックとルーカス・ディ・グラッシのドライバー二人も参加し、選ばれた名前はマシンに表示されるという。
CFDのみで設計・開発されたVR-01だったが、開幕戦当時から一発の速さに欠け、ロングランの速さも欠けるというHRTと並んで最悪のパフォーマンスを見せた。また、燃料タンクの寸法を間違えて設計しており完走出来ないという事態も発覚した。そのため第5戦スペインGPでグロックのマシンに改良されたマシンが投入された（後にディ・グラッシのマシンにも同じ改良が施された）。しかしこれだけ改良しても信頼性の低さは直らず、2010年に参戦したチームの中で最下位という結果となった。

### エピソード
冬季テストの初日にインラップ後すぐにフロントウィングが脱落するという珍事が起きた。また、シーズン前のテストでハイドロリックトラブルが頻発し、思うように開発を進めることができなかった。
シーズン開幕後もガソリンタンクの設計ミスで容量が足りず完走ができない可能性が示唆され、テクニカルディレクターであるニック・ワース率いるワース・リサーチ社の負担で再設計されることとなった。

## スペック

### シャーシ
- シャーシ名 VR-01
- シャーシ構造 カーボンファイバーモノコック/ノーズボックス
- 全長 5,500mm
- 全幅 1,800mm
- 全高 950mm
- ホイールベース 3,200mm
- クラッチ AP
- ブレーキキャリパー APレーシング6ポット
- ブレーキディスク・パッド ヒトコ
- サスペンション カーボンファイバー製ウィッシュボーン+チタン製ジョイント・アルミニウム合金アップライト
- ダンパー ペンスキー
- ホイール BBS
- タイヤ ブリヂストンポテンザ
- ギアボックス 縦置き7速油圧式シームレスシフト（Xトラック製インターナル）/アルミニウム製ケーシング
- シートベルト 6点式（75mmストラップ+HANS）
- 燃料タンク TF5安全仕様 200L以上

### エンジン
- エンジン名 コスワースCA2010
- 気筒数・角度 V型8気筒・90度
- 排気量 2,400cc
- シリンダーブロック 鋳造アルミニウム合金製
- ピストン 鍛造アルミニウム製
- クランクシャフト 鋼鉄製
- バルブ数 32バルブDOHC
- ピストンボア 98mm以下
- 重量 95kg以上
- スパークプラグ チャンピオン
- 潤滑 ドライサンプ

## 記録
| 年   | No. | ドライバー     | 1   | 2   | 3   | 4   | 5   | 6   | 7   | 8   | 9   | 10  | 11  | 12  | 13  | 14  | 15  | 16  | 17  | 18  | 19  | ポイント | ランキング |
| 年   | No. | ドライバー     | BHR | AUS | MAL | CHN | ESP | MON | TUR | CAN | EUR | GBR | GER | HUN | BEL | ITA | SIN | JPN | KOR | BRA | ABU | ポイント | ランキング |
| ---- | --- | -------------- | --- | --- | --- | --- | --- | --- | --- | --- | --- | --- | --- | --- | --- | --- | --- | --- | --- | --- | --- | -------- | ---------- |
| 2010 | 24  | グロック       | Ret | Ret | Ret | DNS | 18  | Ret | 18  | Ret | 17  | 18  | 18  | 16  | 18  | 17  | Ret | 14  | Ret | 20  | Ret | 0        | 12位       |
| 2010 | 25  | ディ・グラッシ | Ret | Ret | 14  | Ret | 19  | Ret | 19  | 19  | 19  | Ret | Ret | 18  | 17  | 20  | 15  | DNS | Ret | NC  | 18  | 0        | 12位       |

- 太字はポールポジション、斜字はファステストラップ。(key)